# Kass Galéria
Kass Galéria múzeumi kiállítóhely (Szeged, Vár utca 7.; megnyitás 1985. július 26.)

## Története
Kass János szegedi születésű grafikus- és szobrászművész kezdeményezésére Trogmayer Ottó múzeumigazgatósága idején valósult meg a Kass Galéria megnyitása. Már nagy szüksége volt Szegednek egy olyan kiállítóhelyre, amely művészek egyedi gyűjteményeit mutatja be. A Kass Galéria alapját az a gyűjtemény képezi, amelyet Kass János adományozott a városnak saját műveiből. A kiállítóhely egy 1883-ban épült eklektikus stílusú lakóházban kapott helyet.  Állandó kiállításán a Kass művek szerepelnek, de Kass János és a Móra Ferenc Múzeum nem hagyta ezt ennyiben, teret biztosítottak folyamatosan más alkotóművészek időszakos kiállításainak is.
Volt itt már kiállítás Buday György műveiből, a Feszty-körképről, Reich Károly, Engel Tevan István grafikáiból, a kiváló fotós, Gink Károly műveiből, Kass János feleségének, Hajnal Gabriella magyar gobelinművészeti alkotásaiból, leányának, Kass Eszternek festményeiből, a Szegedre települt tipográfus-grafikus Deák Ferenc alkotásaiból, a karikaturista Kaján Tibor munkáiból és még sorolhatnánk.  A Helikon Kiadó vezetője, a kiváló könyvillusztrátor, Szántó Tibor és Kass János egy közös albumot készítettek világhírű írók, költők szellemében és illusztrációk segítségével, az album címe: Betű géniusz, ezt itt mutatták be először a Kass Galériában 2001-ben, nem sokkal Szántó Tibor halála előtt.
Nemcsak az állandó Kass kiállítást frissítik folyamatosan és rendeznek időszaki kiállításokat, hanem jeles eszmecserék is zajlanak, sor kerül a galériában beszélgetésekre, előadásokra, előadói estekre, könyvbemutatókra, művész-közönségtalálkozókra, baráti összejövetelekre, hiszen itt működik az Európa Kávéház is.

## Szervezete
A Móra Ferenc Múzeum filiáléja.

## Külső hivatkozások
- Időszakos kiállítások a Kass Galériában